# Thanatogramma
Thanatogramma is een geslacht van vliesvleugeligen uit de familie Trichogrammatidae. De wetenschappelijke naam van dit geslacht is voor het eerst geldig gepubliceerd in 2006 door Pinto.

## Soorten
Het geslacht Thanatogramma is monotypisch en omvat slechts de volgende soort:
- Thanatogramma oweni Pinto, 2006